# Maggie Hemingway
Maggie Hemingway, née le 17 mars 1946 – morte le 9 mai 1993, est une romancière anglaise. 

## Biographie
Née à Oxford dans le comté du Suffolk et prénommée Margaret Joan Hemingway, elle a trois ans lorsque sa famille déménage en Nouvelle-Zélande où elle passe son enfance. De retour en Angleterre, elle étudie le français et l'anglais à l'université d'Édimbourg où elle obtient son MA en 1967.
Peu après avoir quitté l'université, elle épouse Michael Dias dont elle a deux filles. Le mariage est dissous à la fin des années 1970 et elle déménage à Londres où elle travaille dans les métiers de l'édition, devenant finalement directrice des droits de J.M.Dent. Elle écrit de la poésie et de la prose dès sa jeunesse et en 1986 publie son premier roman, The Bridge, qui remporte le Winifred Holtby Memorial Prize (au titre du meilleur roman régional de l'année). Cette histoire à propos du conflit d'un artiste entre sa vie et son art est adaptée au cinéma en 1992 avec The Bridge (film, 1992) (en).
Ses trois romans suivants sont tous très bien reçus par la critique. Victoria Glendenning écrit de son deuxième roman, Stop House Blues (1988), qu'« il a une qualité classique qui assurera sa postérité ». Son troisième, The Postman's House (1991), est inspiré de ses propres expériences de la Tchécoslovaquie d'avant la Révolution de velours. Eyes, son dernier roman (1993), est aussi son plus expérimental qui combine quatre histoires d'assassinat en une seule et parvient à une effrayante conclusion. Lors de sa sortie, les critiques s'attardent en particulier sur ses pouvoirs descriptifs et le Daily Telegraph en particulier insiste sur le fait que « Le paysage est son point fort. Vous pouvez sentir son climat, sentir la menace dans sa terre ».
De 1983 à sa mort, Maggie Hemingway est la compagne du compositeur David Matthews avec qui elle travaille à trois œuvres vocales :
- 1988 : Cantiga, op.45, pour soprano et orchestre;
- 1990-91 : From Coastal Stations, op.53, pour voix médiane et piano;
- 1993 : Pride, pour soprano, alto, ténor et quatuor à cordes.

Au début de sa quarantaine, Maggie Hemingway est atteinte d'une anémie aplasique. Elle meurt à Londres le 9 mai 1993. David Matthews compose son Trio avec piano no 2, op. 61 (1993–94) à sa mémoire.

## Romans
- 1986 : The Bridge, Londres (Jonathan Cape),  (ISBN 0-224-02832-4); New York (Atheneum),  (ISBN 0-689-11849-X); 2 éditions de poche : 1987, Londres (Pavanne),  (ISBN 0-330-29715-5) et 1991, Londres (Sceptre),  (ISBN 0-340-56533-0).
- 1988 : Stop House Blues : Londres (Hamish Hamilton),  (ISBN 0-241-12266-X); édition de poche : 1989, London (Penguin),  (ISBN 0-14-010836-X).
- 1990 : The Postmen's House, Londres (Sinclair-Stevenson),  (ISBN 1-85619-009-9); édition de poche : 1992, Londres (Sceptre),  (ISBN 0-340-57118-7).
- 1993 : Eyes, Londres (Sinclair-Stevenson),  (ISBN 1-85619-327-6), édition de poche : 1994, Londres (Sceptre),  (ISBN 0-340-59913-8).

## Nouvelles
1989 : Mostly Southend, dans Storia 3: Consequences; Pandora Press,  (ISBN 0-04-440451-4).

## Essai
1994 : Look Behind You..., dans Violetta and Her Sisters: The Lady of the Camellias – Responses to the Myth, ed. Nicholas John, Londres (Faber and Faber),  (ISBN 0-571-16665-2)